# Podatkovna struktura
Podatkovna struktura je pojam iz računalstva. Poseban je način na koji se organizira i pohranjuje podatke u računalu, tako da ih se može učinkovito rabiti.
Različite vrste podatkovnih struktura su skrojene za razne vrste aplikacija. Neke su visokospecijalizirane za posebne zadaće. Primjerice, B-stablo je osobito dobro skrojen za primjenu baza podataka, dok primjene jezičnog prevoditelja rabe hash tablice da bi tražili identifikatore.
Podatkovne strukture se rabi u skoro svakom programu ili softverskom sustavu. Daju sredstvo kojim se može učinkovito upravljati velikim količinama podataka, kao što su baze podataka i servisi za indeksiranje interneta. Obično su ključem za dizajniranje učinkovitih algoritama. Neke formalne metode dizajniranja i neki programski jezici obuhvaćaju podatkovne strukture, a ne algoritme kao ključni čimbenik pri dizajniranju softvera.

## Vanjske poveznice
- UC Berkeley video course on data structures
- Descriptions from the Dictionary of Algorithms and Data Structures
- CSE.unr.edu
- Data structures course with animations
- Data structure tutorials with animations  Arhivirana inačica izvorne stranice od 18. lipnja 2012. (Wayback Machine)
- An Examination of Data Structures from .NET perspective